# Between the lines
between the lines ist ein deutsches Plattenlabel für Jazz und  Neue Improvisationsmusik, das 1999 gegründet wurde.
Der Gründung des Labels ging ein Konzert voraus, das der Frankfurter Paul Steinhardt – Chef der DSF (Deutsche Structured Finance) – mit Franz Koglmann veranstaltete. Steinhardt nahm Kontakt mit dem Künstler auf, nachdem eine Weile kein Album mehr von ihm erschienen war, und schlug ihm vor, zum Abschluss eines Finanzkonvents im Frankfurter Südbahnhof aufzutreten. Franz Koglmann trat dann unter dem Motto „Between the Lines – Zwischen Jazz und Europäischer Moderne“ am 26. November 1998 auf.
Nach dem Konzert entstand die Idee, gemeinsam ein Label zu gründen; die DSF sollte es finanzieren und Franz Koglmann künstlerischer Leiter werden. Inzwischen liegen eine Reihe von Alben vor, die sich im Grenzfeld zwischen Jazz, Weltmusik und Neuer Musik bewegen, hierzu gehören Konzert-Duette von Jazzmusikern wie Enrico Rava mit Ran Blake und von Tony Coe mit Roger Kellaway (British-American Blue, 2000). Es erschienen auch Aufnahmen von Veteranen der schwarzen amerikanischen Jazz-Avantgarde, wie Andrew Cyrille, Bill Dixon, Alan Silva und Wadada Leo Smith, neben einer minimalistisch inspirierten Ensemblemusik aus der Schweiz.
Steinhardt und Koglmann formulierten ihren Anspruch ähnlich Gunther Schullers Ideen zum Third Stream: „Sie sehen ihr Label als Plattform für Musiker, die den Anspruch haben, durch die Integration unterschiedlicher musikalischer Traditionen etwas Neues, Drittes zu schaffen“. Die Brücke zum Third Stream alter Schule bildete ein Musiker wie Ran Blake: Der Pianist, ehemals Schullers Student und schon in den späten 1950er Jahren ein wichtiger Third-Stream-Theoretiker.
2004 trennten sich die Wege von between the lines und Koglmann, der als künstlerischer Leiter ausschied. Künstlerischer Leiter ist jetzt Volker Dueck. between the lines veröffentlichte Musik von Rajesh Mehta, Oskar Aichinger, Ralph Alessi, Christy Doran, Kermit Driscoll, Trevor Dunn, James Emery, Drew Gress, Gerry Hemingway, Peter Herbert, Tristan Honsinger, François Houle (Cryptology, 2000), dem Klangforum Wien,  Art Lande, Peggy Lee, John Lindberg, Carl Maguire, Michael Moore, Simon Nabatov,  Kevin Norton, Giorgio Occhipinti,  Louis Sclavis, Gebhard Ullmann, Wolter Wierbos, Andreas Willers, Nils Wogram und  Yitzhak Yedid. Auch wurden Interpretationen von Ensembles wie dem Ensemble Plus und dem Ensemble xx Jahrhundert ediert.